# 機遇
《機遇》（英語：Chance）是一部美國電視劇，由肯姆·納恩和艾莉絲珊卓·坎寧漢姆創作，主演是曉·萊利。本劇改編自納恩的2014年同名小說。本劇於2016年10月19日在Hulu上播放。第二季在2017年10月11日播放。2018年1月9日，本劇被取消。

## 演員

### 主要
- 曉·萊利 飾 醫生Eldon Chance
- 伊森·索普 飾 Darius 'D' Pringle
- 麗莎·蓋伊·漢密爾頓（英语：LisaGay Hamilton） 飾 Suzanne Simms（第1季）
- 葛麗塔·李 飾 Lucy Baek
- 史黛芬妮雅·拉薇·歐文 飾 Nicole Chance
- 保羅·阿德爾施泰因 飾 Raymond Blackstone（第1季）
- 珂茜·莫爾 飾 Jaclyn Blackstone（第1季）
- 克拉克·彼得斯 飾 Carl Allan（常設，第1季；主要，第2季）
- 布萊恩·古德曼（英语：Brian Goodman） 飾 探員Kevin Hynes（常設，第1季；主要，第2季）
- 保羅·薛納德（英语：Paul Schneider (actor)） 飾 Ryan Winter（第2季）

### 常設
- 黛安·法爾（英语：Diane Farr） 飾 Christina Chance
- 邁克·邁克格拉迪 飾 Sanford Pringle
- 伊莉莎白·羅里奎茲（英语：Elizabeth Rodriguez） 飾 Kristen Clayton（第2季）
- 艾莉森·瑞德（英语：Alyson Reed） 飾 Lindsay（第2季）
- 金潔·岡薩加 飾 Lorena（第2季）
- 提姆·格里芬 飾 ADA Frank Lambert（第2季）

## 集數
| 季數 | 集数 | 集数 | 首播日期       | 首播日期       |
| 季數 | 集数 | 集数 | 首映           | 季终           |
| ---- | ---- | ---- | -------------- | -------------- |
| 1    | 10   | 10   | 2016年10月19日 | 2016年12月4日  |
| 2    | 10   | 10   | 2017年10月11日 | 2017年11月29日 |

## 外部連結
- 官方网站
- 互联网电影数据库（IMDb）上《機遇》的资料（英文）